# Mochlus tanae
Espèce
Synonymes
- Riopa tanae Loveridge, 1935
- Lygosoma tanae (Loveridge, 1935)

Mochlus tanae est une espèce de sauriens de la famille des Scincidae.

## Répartition
Cette espèce se rencontre en Somalie, au Kenya et en Tanzanie.

## Étymologie
Cette espèce est nommée en référence au lieu de sa découverte : l'embouchure du fleuve Tana.

## Publication originale
- Loveridge, 1935 : Scientific results of an expedition to rain forest regions in Eastern Africa. I. New reptiles and amphibians from East Africa. Bulletin of the Museum of Comparative Zoology at Harvard College, no 79, p. 1-19 (texte intégral).